# Alaemon

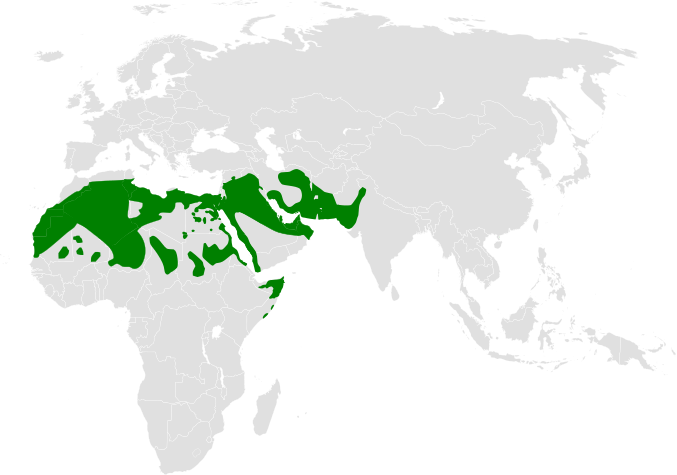
Verbreitungskarte der Gattung Alaemon

Alaemon ist eine Gattung der Lerchen. Unter den heute lebenden Vogelarten gehören 2 Arten zu der Gattung. Eine deutsche Bezeichnung hat sich für diese Gattung bislang nicht eingebürgert, die vergleichsweise hochbeinigen Lerchen werden jedoch gelegentlich als Läuferlerchen bezeichnet.
Das Verbreitungsgebiet der Gattung ist sehr groß. Es reicht von Nordafrika über Vorderasien bis zum Indischen Subkontinent. Alle Arten werden von der IUCN als nicht gefährdet (least concern) eingestuft.

## Merkmale
Die Arten der Gattung Alaemon sind große Lerchen, gemeinsam mit der Gattung Melanocorypha zählen sie zu den größten Lerchenarten und erreichen die Größe einer Drossel.
Die Arten der Gattung Alaemon haben sehr lange, schlanke und leicht gebogene Schnäbel. Innerhalb der Familie der Lerchen hat nur noch die Kap-Langschnabellerche einen vergleichbar langen und schlanken Schnabel.
Die Nasenlöcher sind bei den Alaemon-Arten unbedeckt. Dies unterscheidet sie unter anderem von den Arten der Gattung Ammomanes, die gleichfalls ausgeprägte Wüstenbewohner sind.
Die Flügel sind lang und die zehnte Handschwinge ist auch bei gefalteten Flügeln sichtbar. Das Schwanzgefieder ist ebenfalls lang und erreicht zwei Drittel der Flügellänge. Die Läuse sind sehr kräftig, dagegen sind die Zehen und Krallen vergleichsweise kurz. Die Hinterkralle ist bei der Somaliläuferlerche etwas gebogen, dagegen ist bei der Wüstenläuferlerche die kurze Hinterkralle gerade.

## Verbreitungsgebiet
Die Somaliläuferlerche kommt im Nordosten Somalias vor. Ihr Lebensraum sind offene trockene Grasflächen. Sie ist im gesamten Verbreitungsgebiet ein Standvogel.
Das Verbreitungsgebiet der Wüstenläuferlerche ist dagegen um ein Vielfaches größer. Sie kommt auf den Kapverdischen Inseln vor, und in der Sahara reicht die Verbreitung vom südlichen Marokko südwärts bis Mauretanien, in den Norden und die Mitte Malis, in die Mitte des Niger, in den mittleren und östlichen Tschad und in den Norden des Sudans. Im Nahen Osten erstrecken sich die Vorkommen ostwärts bis Syrien, Jordanien und ins nördliche Saudi-Arabien, über die Küsten des Roten Meeres südwärts bis ins nordwestliche Somalia und im mittleren Saudi-Arabien bis in den südlichen Jemen. Vom Irak und dem östlichen Arabien zieht sich das Areal dann ostwärts bis Pakistan, bevor es im äußersten Nordwesten Indiens seine östliche Grenze erreicht.
In trockenen Jahren kann es bei der Wüstenläuferlerche zu Dispersionen kommen. Als Irrgast wurde diese Art auf den Kanaren, im Senegal, in Italien, auf Malta, in Griechenland, der Türkei und im Libanon nachgewiesen.

## Lebensweise
Wie alle Lerchen sind auch die Alaemon-Arten Bodenbrüter. Die Nahrung besteht aus Insekten und Sämereien. Beide Arten singen sowohl von niedrigen Ansitzwarten aus als auch im Singflug.

## Arten
Die folgenden rezenten Arten werden zu der Gattung gerechnet:
- Wüstenläuferlerche (Alaemon alaudipes (Desfontaines, 1789))
- Somaliläuferlerche (Alaemon hamertoni Witherby, 1905)

## Einzelbelege
1. ↑  Pätzold: Kompendium der Lerchen. S. 202
2. ↑  Nicators, reedling & larks « IOC World Bird List. In: www.worldbirdnames.org. Abgerufen am 12. Februar 2017 (englisch).